# Яшкевич, Иван Адамович
Иван Адамович Яшкевич (1 февраля 1923 года, Нью-Йорк — 7 сентября 2000 года) — советский композитор, баянист, педагог. Автор оригинальных произведений и концертных обработок для баяна.

## Биография
Родился 1 февраля 1923 года в городе Нью-Йорке в семье эмигрантов.
В 30-е годы XX века его родители решили вернуться на родину. В юности Иван Адамович результате заболевания потерял зрение, что не помешало ему получить музыкальное образование и работать педагогом.
В 1941 году окончил в Москве школу-интернат для слепых по классу баяна Г. И. Шамина. С началом Великой Отечественной войны, в 1941—1942 годах работал солистом-баянистом Московского эстрадно-концертного объединения Всероссийского общества слепых. В 1943—1944 годах, будучи в эвакуации, преподавал по классу баяна в Свердловском музыкальном училище. В разное время работал баянистом в доме отдыха для летчиков 3-го Украинского фронта (1944—1945), преподавателем по классу баяна в школе баянистов — инвалидов Великой Отечественной войны (1945—1946), преподавателем курса теории, гармонии, сольфеджио и классу баяна в Киевском музыкальном училище имени Р. М. Глиэра (1946 − 1948), преподавал в специальной средней музыкальной школы для рабочей молодежи (1947—1948, вечерняя консерватория).
В 1949 году окончил Киевскую консерваторию. Его учителем в консерватории был Н. Н. Гелис.
С 1949 по 1950 год работал артистом Киевской филармонии, в 1950—1961 годах — солист оркестра народных инструментов Украинского республиканского радио . С 1950 года — преподаватель по классу баяна в Киевской консерватории (ныне Национальная музыкальная академия Украины имени П. И. Чайковского), (с 1955 года — старший преподаватель, с 1973 года — доцент, с 1979 года — исполняющий обязанности профессора).
С 1969 года работал руководителем секции народных инструментов методического объединения преподавателей детских музыкальных школ в Киевском областном управлении культуры (с 1970 года — при Киевском городском управлении культуры).
Скончался 7 сентября 2000 года в Киеве в результате инфаркта. Похоронен в Киеве на Байковом кладбище.

## Творчество
Иван Адамович Яшкевич является автором оригинальных произведений и концертных обработок для баяна:
оригинальные сочинения:
- Украинская полька (Киев, 1968);
- Сонатина ре мажор в старинном стиле (Киев, 1965);
- Десять полиритмическая этюдов (Киев, 1968);
- Школьная кадриль (Киев, 1970);
- Танго «Вечер» (Киев, 1962).

транскрипции:
- Финал Концерта № 2 для кларнета К-Вебера (М., 1976);
- «Неаполитанская тарантелла» Д. Россини (М., 1976).

Концертные обработки:
- Вальс «Весенние голоса» И. Штрауса (Л., 1966);
- «Моряки» К. Вильбоа (Москва, 1970; Киев, 1973);
- «Чардаш» Монти В. (Киев, 1972), «Итальянская полька» С. Рахманинова (1972);
- «Вечерняя песня» В. Стеценко (Киев, 1970);
- «Шутка» И. С. Баха из оркестровой сюиты си минор (для трех баянов, М., 1970);
- Украинская народная песня «На зеленом лугу» (Киев, 1963);
- «Солнышко» Копу (Киев, 1962);
- «Выручалочка» Г. Львова (Киев, 1964);
- «Скерцо-тарантелла» Г. Венявского (Киев, 1973);
- Вальс «Прекрасный розмарин» Ф. Крейслера (Киев, 1973);
- «Венок Дуная» А. Фельцмана (Киев, 1964);
- Серенада «О, дитя» П. Чайковского (Киев, 1973);
- Латышский народная песня «Петушок» (Киев, 1972);
- Гавот в форме рондо с скрипичной партиты ми минор Баха (Киев, 1973);
- Жига И. С. Баха (Киев, 1973);
- «Хабанера» П. Сарасате (Киев, 1973);
- Соната Фа мажор Г. Генделя (Київ, 1973).

## Память
В Киеве в Национальной музыкальной академии Украины имени Петра Чайковского, где в 1957—2000 годах работал музыкант, ему установлена мраморная мемориальная доска.